# The Fun They Had
The Fun They Had é uma história de ficção científica do escritor americano Isaac Asimov. Apareceu pela primeira vez em um jornal infantil em 1951 e foi republicado na edição de fevereiro de 1954 da revista The Fantasy of Science and Science, Earth Is Room Enough (1957), 50 Short Science Fiction Tales (1960) e The Best of Isaac Asimov (1973). Foi modificado em um livro em finlandês chamado KEY English 8-9.
Escrito como um favor pessoal para um amigo, The Fun They Had tornou-se "provavelmente a maior surpresa da minha carreira literária", Asimov escreveu em 1973. Ele relatou que ele foi republicado mais de 30 vezes com mais sendo planejado. Trata-se da educação domiciliar computadorizada e do que as crianças perdem quando não estão juntas na escola. Ele supôs que a história é popular entre as crianças porque "as crianças iriam sair da ironia".

## Resumo do enredo
Situado no ano de 2157, quando as crianças aprendem individualmente em casa usando um professor mecânico (professor de robótica), a história fala de uma Margie Jones de onze anos, cujo vizinho Tommy encontra um livro real no sótão de sua casa. Margie lembrou das palavras que seu avô costumava contar sobre os primeiros dias de aula. O livro fala sobre uma época em que as crianças costumavam aprender em um grupo da mesma idade de estudantes em grandes escolas que não eram apenas quartos designados em casas particulares como no ano de 2157. Margie e Tommy discutem como deve ter sido estudar com uma pessoa de verdade como professora, e embora no começo Margie seja cética sobre a ideia, no final da história ela sonha acordada enquanto está sentada na cadeira. diante do professor de mecânica sobre o que deve ter sido para 'a diversão que eles tiveram'. Essa história é uma inspiração e um fator motivador que otimiza a visão de uma criança em relação às suas escolas.